# موشک با سوخت مایع

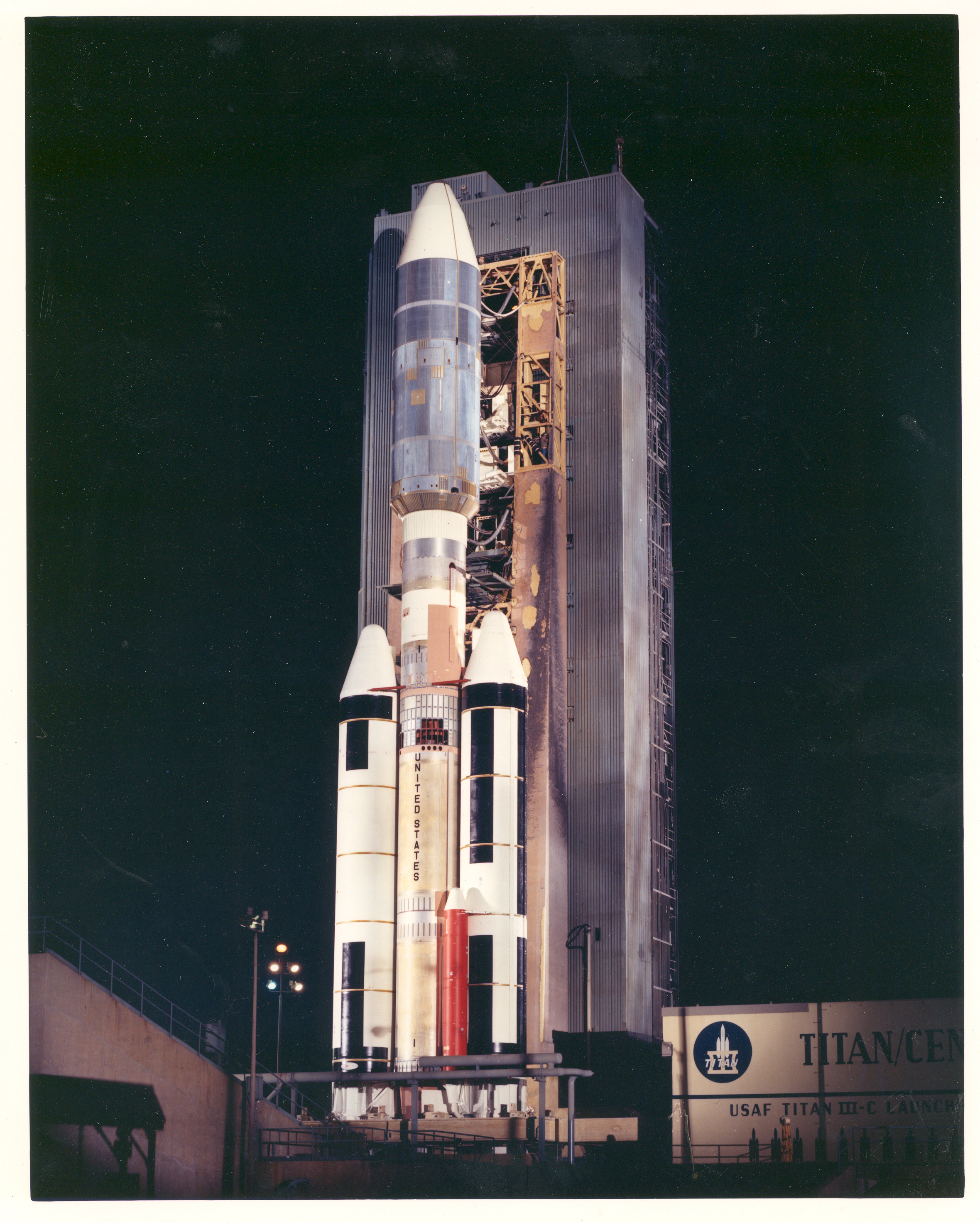

موشک سوخت مایع به موشکی گفته می‌شود که به وسیله گازهای گرم حاصل از ترکیب سوخت با یک مایع اکسیدکننده به جلو رانده می‌شود. طراحی و ساختمان این موشک‌ها پیچیده‌تر از موشک سوخت جامد است.
موتور پیشران مایع؛ موتوری است که عمل احتراق شیمیایی در آن با استفاده از یک یا چند ماده اکسیدکننده و احیاکننده مایع، انجام می‌شود. مجموعه این احیاکننده (سوخت) و اکسیدکننده، در اصطلاح پیشران نامیده می‌شوند. این پیشران به صورت تفکیک‌شده، در مخازنی در موشک پرتابگر ذخیره و نگهداری می‌شود و هنگام روشن شدن راکت، به محفظه احتراق تزریق شده و باعث ایجاد احتراق و تولید نیروی رانش می‌شود. موتورهای سوخت مایع در دهه‌های ۶۰، ۷۰ و ۸۰ پیشرفت بسیار زیادی کردند و نوع پیشران آن‌ها دچار تغییر و تحولات عمده‌ای شد. اما امروزه با پیشرفت فناوری، موتورهای پیشران جامد توانسته‌اند به دلیل مزایای نسبتاً زیادی که دارند، تا حد زیادی جای موتورهای پیشران مایع را در صنایع فضایی بگیرند.

## تاریخچه
کنستانتین تسیولکوفسکی روسی، پدر علوم راکتی، اولین کسی بود که اصول راکت‌های پیشران مایع را در کتاب خود تحت عنوان تحقیق و بررسی پیرامون فضای بین‌سیاره‌ای با استفاده از وسایل عکس‌العملی، در سال ۱۸۹۶، مطرح کرد.
سال‌ها بعد و بر پایه همین تئوری‌ها برای اولین بار رابرت گودارد آمریکایی در ۱۶ مارس ۱۹۲۶، یک راکت سوخت مایع را آزمایش کرد که توانست طی ۵/۲ ثانیه پرواز، حدود ۴۰ پا از زمین بلند شود. موشک وی۲ ارتش آلمان (تصویر۲) در جنگ جهانی دوم اولین نمونه عملیاتی و کاربردی یک راکت پیشران مایع به عنوان موتور یک موشک بود. سوخت این راکت ساده، الکل و ماده اکسیدکننده آن، اکسیژن مایع بود.
آغاز عصر فضا را می‌توان ثمره پیشرفت بشر در طراحی و ساخت راکت‌های سوخت مایع دانست. اولین پرتابگرهای قدرتمند تاریخ مانند ساترن-۵ آمریکایی و انرگیای روسی با سامانه راکتی پیشران مایع کار می‌کردند. در این سامانه‌ها معمولاً از کروسین یا هیدروژن به عنوان سوخت و از اکسیژن مایع به عنوان اکسیدکننده استفاده می‌شد.

## اجزا و شیوه عملکرد

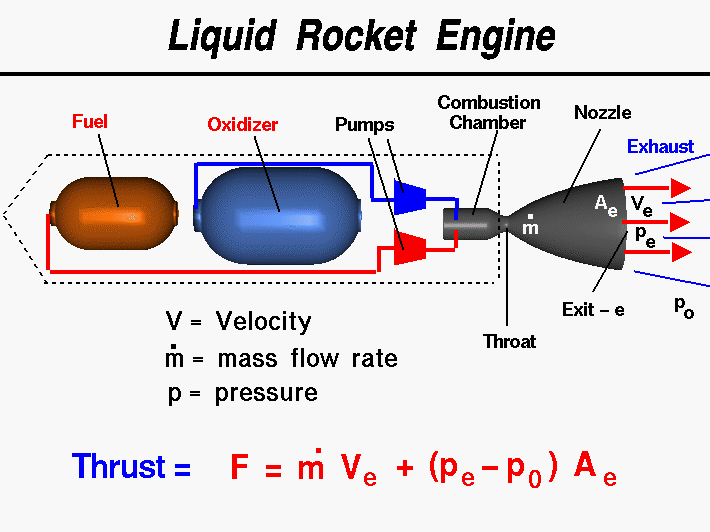

### مخازن سوخت و اکسیدکننده
مخازنی هستند تعبیه شده در خارج از موتور که پیشران‌های مایع در داخل آن‌ها نگهداری می‌شوند. در واقع این مخازن را بیشتر می‌توان جزئی از موشک پرتابگر به حساب آورد تا خود موتور پیشران مایع. از آنجایی که معمولاً پیشران‌ها فشار بسیار بالا و دمای خیلی پایینی دارند، و از طرفی وزن این مخازن لازم است تا حتی‌الامکان کمتر باشد، طراحی آن‌ها بسیار مشکل و با ملاحظات فراوانی همراه است. معمولاً یک نوع گاز که با مایع سوخت یا اکسیدکننده به هیچ‌وجه واکنش نمی‌دهد، با فشار بالا به داخل این مخازن تزریق می‌شود تا نوعی فشار پشت‌دستی را برای هدایت هرچه بیشتر پیشران‌ها پدیدآورد.

### توربوپمپ
این زیرسامانه پیشران‌های مایع را از مخازن مکیده و با فشار و دبی مناسب به سمت محفظه احتراق هدایت می‌کند. به تعبیری می‌توان توربوپمپ را قلب یک موتور پیشران مایع دانست. برای هر یک از اکسیدکننده و سوخت، توربوپمپ‌های جداگانه‌ای به کار می‌رود. انرژی توربوپمپ‌ها معمولاً از یک مولد گاز و توربین تأمین می‌شود. بخشی از سوخت و اکسیدکننده درمسیر محفظه احتراق وارد این مولد گاز می‌شوند و با پس از واکنش گازهایی را حاصل می‌کنند که باعث کار توربین و به تبع آن توربوپمپ‌ها می‌شود. البته لازم است ذکر شود در برخی از موتورهای پیشران مایع کوچک‌تر (که البته در صنعت فضایی کاربرد ندارند)، پیشران‌ها با همان فشار پشت‌دستی مخازن به داخل محفظه احتراق تزریق می‌شوند و نیازی به توربوپمپ نیست. در موتورهای پیشران مایع که در مراحل بالایی پرتابگرها استفاده می‌شوند و همچنین در موتورهای پیشران مایع فضایی، که در ماهواره‌ها و فضاپیماها برای کنترل و تغییر مسیر استفاده می‌شوند، نیز به دلیل فشار کمتر محفظه احتراق، در بسیاری موارد توربوپمپ وجود نداشته و سامانه با فشار پشت‌دستی محفظه‌های پیشران کار می‌کند. به لحاظ مهندسی اگر فشار محفظه احتراق کمتر از ۳۰ بار باشد، استفاده از توربوپمپ توجیهی ندارد.

### تزریق‌گر
تزریق‌گرها در ورودی محفظه احتراق قرار می‌گیرند و وظیفه دارند تا پیشران‌های مایع (سوخت و اکسیدکننده) را به صورت ذراتی بسیار کوچک با زاویه، سرعت و قطر کاملاً معین به داخل محفظه احتراق بپاشند. تزریق‌گرها انواع مختلفی دارند و یکی از پیچیده‌ترین و حساس‌ترین قسمت‌های یک موتور پیشران مایع هستند.

### محفظه احتراق
محفظه احتراق محلی است که در آن سوخت و اکسیدکننده پس از عبور از تزریق‌گر با یکدیگر مخلوط شده و طی یک واکنش شیمیایی مشتعل می‌شوند. محفظه‌های احتراق موتورهای پیشران مایع دما و فشارهای بسیار بالایی را تحمل می‌کنند. محفظه‌های احتراق پیشرفته امروزی تا فشار ۴۰۰ بار را هم تحمل می‌کنند . در حالی که در دهه ۵۰ و ۶۰ حداکثر این مقدار حدود ۱۱۰ بار بود [۴]. فشار محفظه احتراق، پایه‌ای‌ترین عامل در طراحی و تعیین ویژگی‌های سایر قسمت‌های یک موتور پیشران مایع است.

### نازل
بخش انتهایی موتور پیشران مایع است که گازهای بسیار داغ و پر سرعتی که از محفظه احتراق خارج می‌شوند را به فضای بیرون هدایت می‌کند. انتقال لحظه‌ای این گازهای داغ خروجی بخشی از نیروی رانش راکت را ایجاد می‌کند. نازل نیز به لحاظ طراحی و فناوری ساخت یکی از قسمت‌های بسیار پیچیده موتور پیشران مایع محسوب می‌شود.
باید توجه داشت که ده‌ها زیرسامانه دیگر در کنار این بخش‌ها وجود دارند که ارتباط بین بخش‌ها و همچنین کنترل کل سامانه را بر عهده دارند. برخی از این زیرسامانه‌ها عبارتند از: لوله‌کشی‌ها، تأمین‌کننده فشار پشت‌دستی مخازن، تخلیه‌کننده پسماند پیشران، آتشزنه، روغن‌کاری‌کننده (برای توربو پمپ)، تأمین‌کننده توان برای توربوپمپ، خنک‌کننده‌ها، پایدارکننده‌ها، تثبیت‌گرها، کنترل‌کننده سرعت و جهت بردار رانش، کنترل سامانه و غیره.
عملکرد هر یک از اجزای یک موتور پیشران مایع، تأثیرات بسیار زیاد و پیش‌بینی‌نشده‌ای بر سایر قسمت‌ها دارد و همچنین عملکرد کلی سامانه، تأثیرات ویژه‌ای را بر هر یک زیرسامانه‌ها دارد؛ لذا طراحی و ساخت یک راکت سوخت مایع جدید نیازمند تعداد بسیار زیادی آزمایش و داده‌برداری است که موتور پیشران مایع را به یکی از پیچیده‌ترین مصنوعات ساخت بشر تبدیل کرده‌است.

## انواع موتورهای پیشران مایع
موتورهای پیشران مایع را مانند هر سامانه مهندسی دیگر، می‌توان بر اساس معیارهای مختلفی دسته‌بندی کرد. معیارهای از قبیل: نوع پیشران، نسل، مرحله مورد استفاده در پرتابگر، مقدار نیروی رانش و غیره. اما پایه‌ای‌ترین و دقیق‌ترین دسته‌بندی به لحاظ طراحی- مهندسی، تقسیم این موتورها به دو دسته سیکل باز و سیکل بسته‌است. همان‌گونه که پیشتر ذکر شد، توربوپمپ‌ها انرژی خود را از یک مجموعه مولد گاز و توربین دریافت می‌کنند. اساس این نوع تقسیم‌بندی، شیوه استقرار این مولد گاز و توربین در سامانه‌است:
موتورهای پیشران مایع سیکل باز
در این نوع موتورها مولد گاز بخش کوچکی از سوخت و اکسیدکننده را دریافت کرده، توربین را به گردش واداشته و در نهایت محصولات احتراق آن از یک نازل کوچک فرعی خارج می‌شوند.
موتورهای پیشران مایع سیکل بسته
در این نوع موتور، بخش بزرگی از سوخت یا اکسیدکننده وارد مولد گاز شده و توربین را به حرکت درمی‌آورند. سپس گازهای خروجی از توربین که هنوز دارای مقدار زیادی سوخت یا اکسیدکننده هستند، از یک مسیر خاص وارد محفظه احتراق اصلی راکت می‌شوند.
اصولاً سامانه‌های سیکل بسته بازده بیشتری دارند و موتورهای پیشران مایع پیشرفته‌تر از این نوع استفاده می‌کنند.

## مقایسه با موتورهای جامد
پایه‌ای‌ترین تفاوت به لحاظ طراحی- مهندسی بین موتورهای پیشران مایع و جامد در این است که در موتورهای پیشران مایع، نیروی رانش کمتر اما در مدت زمان بیشتر تولید می‌شود. اما در موتورهای پیشران جامد، نیروی پیشران بیشتری در مدت زمان کمتری تولید می‌شود. به همین دلیل است که در بسیاری از پرتابگرهای معروف (به‌ویژه در غرب)، معمولاً موتورهای پیشران جامد به صورت بوسترهایی هستند که در مرحله اول پرتاب به کمک پرواز پرتابگر می‌آیند. در این پرتابگرها موتور اصلی در واقع موتور پیشران مایعی است که بعد از بوسترها به صورت کامل و با تمام توان روشن می‌شود و پرتابگر را در طول مسیر خود می‌راند. سامانه پرتاب شاتل فضایی نمونه‌ای از این مورد است.
یکی از مزایای اصلی موتورهای پیشران مایع نسبت به پیشران جامد، قابلیت کنترل به نسبت راحت نیروی رانش در آنهاست. به بیان دیگر، در موتورهای پیشران مایع، نیروی رانش را می‌توان با تغییر نسبت اختلاط اجزای پیشران، تقریباً مشابه تغییر سرعت با استفاده از پدال گاز در اتومبیل، کنترل کرد؛ امری که در موتورهای اولیه پیشران جامد امکان‌پذیر نبود. البته در سال‌های اخیر با پیشرفت فناوری کنترل نیروی رانش در موتورهای پیشران جامد، این ویژگی موتورهای پیشران مایع قدری کم‌رنگ شده‌است.
یکی دیگر از مزایای موتورهای پیشران مایع، فناوری به نسبت قابل اعتماد آنهاست. این بدین معنا نیست که سامانه آن‌ها از پیچیدگی و حساسیت کمتری نسبت به موتورهای پیشران جامد برخوردار است. این مزیت را فقط به دلیل قدیمی‌تر بودن و آزمایش پس‌داده‌تر بودن انواع شناخته‌شده آن‌ها می‌توان به موتورهای پیشران مایع نسبت داد. همان‌گونه که اشاره شد، موتورهای پیشران مایع با آغاز عصر فضا به کار گرفته شدند و تا سال‌های متمادی، بیشتر پرتابگرها از این نوع پیشران استفاده می‌کردند. امروزه، این ویژگی موتورهای پیشران مایع نیز دیگر منحصربه‌فرد محسوب نمی‌شود.
عیب بزرگ موتورهای پیشران مایع، بازرسی، نگهداری و عملیات آماده‌سازی بسیار مشکل آنهاست که هزینه‌های آن‌ها را بالا می‌برد. همچنین پیچیده‌تر بودن زیرسامانه‌های این نوع موتور باعث افزایش هزینه و قیمت آن‌ها می‌شود. از این رو، دنیای صنعت فضایی در طی چند دهه اخیر بیشتر به سمت موتورهای پیشران جامد روی آورده‌است که عموماً کم‌هزینه‌تر و دارای عملیاتی بسیار ساده‌تر هستند.